# ブリュノ・レヴィ
ブリュノ・レヴィ（Bruno Levy）は、フランスの映画プロデューサー。

## 作品
- ゴーギャン タヒチ、楽園への旅 Gauguin - Voyage de Tahiti (2017)
- 欲望に溺れて Plonger (2017) ※日本劇場未公開
- おかえり、ブルゴーニュへ Ce qui nous lie (2017)
- TOMORROW パーマネントライフを探して Demain (2015)
- ニューヨークの巴里夫 Casse-tête chinois (2013)
- フランス、幸せのメソッド Ma part du gâteau (2011) ※日本劇場未公開
- PARIS Paris (2008)
- ロシアン・ドールズ Les poupées russes (2005)
- スパニッシュ・アパートメント L'auberge espagnole (2002)
- ありふれた愛のおはなし Rien à faire (1999) ※キャスティング